# Steffen Kjærgaard
Steffen Kjærgaard (Tønsberg, 24 mei 1973) is een Noors voormalig wielrenner. In 1992 nam hij deel aan de Olympische Spelen in Barcelona op de achtervolging.
Kjærgaard was beroepsrenner tussen 1996 en 2003. Na zijn actieve loopbaan was hij bondscoach van de Noorse nationale wielerploeg maar trad terug uit deze functie na bekentenissen over dopinggebruik tijdens zijn actieve wielerloopbaan. 

## Belangrijkste overwinningen
1995
- Ronde van Oostenrijk

1996
- Noors kampioenschap individuele tijdrit op de weg, elite

1997
- Noors kampioenschap individuele tijdrit op de weg, elite

1998
- Noors kampioenschap individuele tijdrit op de weg, elite
- Ronde van Beieren

1999
- Noors kampioenschap individuele tijdrit op de weg, elite
- 1e etappe deel A Ronde van Zweden
- Ronde van Normandië

2003
- Noors kampioenschap individuele tijdrit op de weg, elite

## Resultaten in voornaamste wedstrijden
| Jaar | Ronde van Italië | Ronde van Frankrijk | Ronde van Spanje |
| ---- | ---------------- | ------------------- | ---------------- |
| 1996 | opgave           |                     |                  |
| 2000 |                  | 89e                 |                  |
| 2001 |                  | 101e                |                  |
| 2002 |                  |                     | opgave           |
| 2003 |                  |                     |                  |

| Jaar | Milaan-San Remo | Luik-Bast.‑Luik |
| ---- | --------------- | --------------- |
| 1996 |                 |                 |
| 2000 |                 |                 |
| 2001 | 151e            | 106e            |
| 2002 |                 | 112e            |
| 2003 | 116e            |                 |